# 冷自誠
冷自誠（？—？），江西南昌府寧州人，明朝政治人物。
洪武二十三年（1390年）庚午科江西鄉試第一名（解元）。任應天府儒學教授。明太祖對其經學相當推重，尊稱其為先生，常有賞賜，且命為經筵講官。